# GV Близнецов
GV Близнецов (лат. GV Geminorum) — двойная затменная переменная звезда типа Алголя (EA) в созвездии Близнецов на расстоянии (вычисленном из значения параллакса) приблизительно 18 180 световых лет (около 5 574 парсек) от Солнца. Видимая звёздная величина звезды — от +15,6m до +14,9m.

## Характеристики
Первый компонент — белая звезда спектрального класса A. Эффективная температура — около 7627 К.